# قطر الخيرية
قطر الخيرية هي واحدة من أكبر الهيئات الخيرية غير الحكومية الرائدة في الخليج تأسست عام 1992م من أجل تطوير المجتمع القطري والمجتمعات المعوزة. وتعمل في مجالات مختلفة والتي من أهمها التنمية المستدامة، محاربة الفقر وإغاثة المنكوبين في حالات الطوارئ. كما نالت قطر الخيرية الصفة الاستشارية لدى منظمة التعاون الإسلامي وهي عضو مؤسس للشبكة العربية للمنظمات الأهلية للتنمية في مصر منذ عام 1999م.

## السلام عليكم معي اختي عمرها ثمان سنوات وتعاني من ضمور شديد في الدماغ وتكليف العلاجات التي تصرف لها شهريا كبير اضافه إلى بعض المستلزمات الأخرى وحالتنا الماديه نرجوا منكم مساعدتنا بماترونه ولدينا مايثبت صحة مانقول من تقارير جدا
دعم قدرات الفئات الأكثر احتياجا لتحقيق الكرامة الإنسانية والعدالة الاجتماعية بالتعاون مع شركاء التنمية.

## رؤية المنظمة
نموذج المؤسسة الإسلامية الرائدة والمتميزة التي تجمع بين التأصيل والإبداع والاحترافية في مجال التنمية.

## مجالات النشاط

### الرعاية الصحية
تهتم قطر الخيرية بتوفير الرعاية الصحية للمرضى في جميع أنحاء العالم بالتعاون مع اليونيسف، من أجل ضمان حصول كل المحتاجين على: الفحوصات الطبية المنتظمة وتزويد المستشفيات بالمعدات المناسبة والأدوية التي يحتاجونها.

### التعليم
التعليم ليس مجرد حق أساسي للإنسان بل هو عامل مهم للحد من عمالة الأطفال والفقر، لذا تسعى قطر الخيربة لارجاع كل الأطفال غير المتمدرسين إلى مقاعد الدراسة، فتقوم ببناء وترميم المدارس والمؤسسات التعليمية لضمان توفير بيئة صحية للتدريس.

### الرعاية الاجتماعية
تقدم المنظمة الرعاية والمساعدة والدعم للمحتاجين التي تسمح لهم بالعيش في حياة مستقلة وكذا تحسين نوعية العيش.

### السكن والبنية التحتية
تساهم المنظمة في بناء أسقف للعائلات المتضررة من الكوارث الطبيعية. وتتواصل مع الحكومات المحلية حول العالم لتوفير السكن والمأوى للمشردين. تركز المنظمة على إعادة بناء البنى التحتية للمدن المتضررة عن طريق التبرعات.

### المياه والآبار
الماء العذب هو أول خطوة للخروج من بؤرة الفقر والمرض. هناك ما يكفي وأكثر من المياه العذبة في العالم للاستعمال المنزلي والزراعي والصناعي. لكن الفقراء محرومون من هذا الحق الإنساني المعترف به عالميا. فالآبار التي يتم بناؤها وصيانتها حديثا تعيد الحياة إلى الأراضي القاحلة والمدن المنكوبة.

### حملات الإغاثة
تحاول المنظمة الوصول إلى الناس مباشرة أينما كانت حاجتهم، ومهما كانت الحالة الطارئة عندهم.

### تحسين الدخل
تساهم قطر الخيرية في تحسين الدخل والفرص للفقراء وتكرس جهدها لتعزيز الوعي والنشاط لزيادة الدخل

### تبرعات رمضان
تطلق قطر الخيرية حملتها السنوية بتوفير وجبات الإطار للمعوزين، وتزود المساجد بالمياه، وتستضيف الخيم الرمضانية وطباعة نسخ من القرآن الكريم.

### الزكاة
تقدم قطر الخيرية العديد من الخيارات للمزكين – المتبرعين – المانحين – عن طرق توزيع الزكاة: الزكاة على المواشي. الزكاة على المال الزكاة على الاسهم المالية.

### المساجد والثقافة
تشارك قطر الخيرية بنشاطها في الحفاظ على الثقافة الإسلامية من خلال بناء المساجد والمراكز التعليمية الإسلامية ومراكز تحفيظ القرآن الكريم. فتنشر التعاليم الإسلامية في العالم.

## العضويات
1996 عضو استشاري في المجلس الاقتصادي والاجتماعي التابع للأمم المتحدة (ECOSOC)
```
2004 عضو مراقب في 
منظمة الهجرة الدولية
 (IOM)
```

```
2018 العضوية الكاملة لتحالف شبكة ستارت نت ورك الدولية بريطانيا.
```

عضوية في تحالف المعايير الإنسانية في عام 2019

## الهيكل الإداري
- الجمعية العمومية.
- مجلس الإدارة.
- الإدارة التنفيذية.
- الإدارات المختصة.

## المستفيدون
- الأيتام
- الطلاب
- الفقراء

## المشاريع والأنشطة
- دورات تدريبية
- تحفيظ القرآن الكريم
- تدريب المتطوعين
- الحقيبة المدرسية

## المطبوعات الدورية
- مطوية قطر الخيرية.
- إغاثة.
- تيسير أحكام الزكاة.